# Majoros András
Majoros András (Hanva, Gömör vármegye, 1787. július 29. (keresztelés) – Sárospatak, 1854. május 8.) református akadémiai tanár, költő, tankönyvíró.

## Élete
Majoros András és Tooth Erzsébet fia. Tanulmányait szülőfalujában, azután Sárospatakon végezte. 1807. július 16-án akadémiai tanfolyamra mozdították elő. 1812-ben Szepes vármegyében időzött, hogy a német nyelvet elsajátítsa. A bölcselet és hittudományok végeztével, előbb ellenőr, 1817. február 15-én könyvtárnok, 1819. július 18-án a humaniórák tanára lett és szeptember 7-én megkezdte előadásait a költészeti osztályban. 1838-ban akadémiai tanár lett, ekkor a logikát és a magyar irodalmat tanította.
A Parthenon (Sárospatak, 1834. I.) előszavát ő írta.

## Munkái
- A megélemedett tanitó érdeme egy rövid beszédben, melyet Szombathy János sárospataki professor ur hideg tetemei felett mondott a sárospataki ref. templomban okt. 12. 1823. Sáros-Patak, 1824.
- Elegia in obitum ill. ac magn. dni Gabrielis Lónyay de Eadem et V.-Naményi, i. comitatus Unghvariensis supremi comitis ... Uo. 1824.
- Halotti beszéd az igaz nemességről, melyet Szemere Albert ... hideg temei felett a tolcsvai ref. templomban aug. 22. 1824. elmondott. Uo. 1824. (Somosi István beszédével együtt.).
- A régi geográphia rövid rajzolatja, melyet az ausztriai kézi könyv d'Anville és Cluverius után a Tiszán innen levő superintendentia nagytiszt. előljáróinak rendeletéből készített. Uo. 1825.
- Óda, melyet szilasi és pilisi Szilasy József úrnak Zemplén vármegyében a főispáni hivatal helytartójának tiszteletére, midőn ezen hivatalába beállíttatnék, a sárospataki múzsák nevében benyújt. Uo. 1825.
- Óda gróf Teleki József Szabolcsmegye főispánjának tiszteletére, midőn főispáni székébe beállíttatnék. Uo. 1830.
- Óda ... Vay Ábrahámnak Beregmegyében a főispán kir. helytartó tiszteletére, midőn ezen hivatalába beállíttatnék. Uo. 1830.
- Az értelem- és nyelvtudománynak különösen a' nemzetinek honi nyelven tökélyesítettnek, az értelmi műveltségre kiható munkálatai. Nádaskay András, S. Patak, 1838.
- Rövid magyar nyelvtudomány. A két alsó nemzeti osztálybeli tanulók számára. Uo. 1839.
- A magyar nyelvtan elemei. Népiskolák számára. Uo. 1844.
- A gondolkodástan elemei. Felgymnasium számára. Uo. 1847.
- Magyar nyelvtan. Írta hallgatói számára. Uo. 1848.